# Gianluigi Zuanel
Gianluigi Zuanel, né le 7 mars 1952 à Ponsacco (Toscane), est un coureur cycliste italien, professionnel de 1977 à 1983. 

## Palmarès
- 1975
  - Coppa Caduti Sant'Alluccio
- 1976
  - Coppa Giulio Burci

## Résultats sur les grands tours

### Tour d'Italie
6 participations
- 1977 : 115e
- 1978 : 71e
- 1980 : 47e
- 1981 : 96e
- 1982 : 84e
- 1983 : 115e